# الإسلام وكرة القدم
بعض لاعبي كرة القدم مسلمون، وقد تبنت أنديتهم مبادئهم.
في يوليو 2013 قال صحفي بي بي سي روب كاولينج أن اللاعبين المسلمين يغيرون ثقافة كرة القدم الإنجليزية.
يؤثر الصيام في شهر رمضان على قدرة اللاعبين على التدريب واللعب، وقد رفض بعض اللاعبين ارتداء قمصان كرة القدم التي ترعاها شركات المقامرة والمُرابية، إذ أن القمار والربا محرمان في الإسلام.
تعرض بعض اللاعبين المسلمين لانتهاكات عنصرية في كرة القدم، واستُهدفت أندية تتعاقد مع لاعبين مسلمين.

## الشعبية والتحريم
أدخل عمال النفط البريطانيون كرة القدم في إيران وجرى الترويج لها في ظل حكم رضا بهلوي في عشرينيات القرن العشرين. تحظى كرة القدم بشعبية كبيرة وإن خالفا لعبها ومشاهدتها مبادئ الجمهورية الإسلامية الإيرانية.
دخلت كرة القدم فلسطين في فترة الانتداب البريطاني من عام 1920 إلى عام 1948. وفي عام 2011 جرى تشكيل فريق كرة قدم نسائي يسمى Girls FC، فيه لاعبات مسلمات ومسيحيات. وعلى الرغم من مخالفة ارتداء النساء للسراويل القصيرة للدين الإسلامي و«لعب الرجال مكشوفي العورة»، فقد كان للفريق شعبيته.

## شهر رمضان
في عام 2010 طردَ اللاعبَ الإيراني علي كريمي ناديه ستيل آزين في طهران بسبب إفطاره في شهر رمضان. شوهد كريمي وهو يشرب الماء أثناء جلسة تدريبية، فطُرد ثم أعيد إلى النادي بعد موافقته على دفع غرامة قدرها 40 ألف دولار. وفي عام 2011 لوحظ إنهاك لاعب نيوكاسل يونايتد ديمبا با. ووُصف بأنه «مستنزف وخامل» بسبب صيامه في شهر رمضان، وسجل ثلاثة أهداف في أكثر من ثلاثين دقيقة في فوز 3-1 على بلاكبيرن روفرز في أول مباراة له بعد رمضان.
لا يزال لاعبو كرة القدم المتميزون يلتزمون بالصيام، وإن ارتفعت مخاطر الإصابات. ففي شهر رمضان عام 2019 دخل لاعبا أياكس أمستردام حكيم زياش ونصير مزروعي مباراة إياب نصف نهائي دوري أبطال أوروبا ضد توتنهام هوتسبير وهما صائمان، لكنهما أنهيا صيامهما بعد مرور 24 دقيقة على بداية المباراة بعد غروب الشمس بالكامل. وصُوِّر اللاعبان وهما يشربان جل الطاقة والماء على أرض الملعب.
في كأس العالم 2018 استغل حارس المرمى التونسي معز حسن قاعدة الاتحاد الدولي لكرة القدم التي تنص على إيقاف اللعب مؤقتًا عند إصابة حارس المرمى. فانهار حسن تكتيكياً في المباريات ضد البرتغال وتركيا بعد غروب الشمس مباشرة من أجل إعطاء زملائه فرصة للإفطار. ونجحت خطة معز، إذ تمكنت تونس من التعادل 2-2 في المباراتين، ضد فرق أعلى تصنيفًا من الفيفا.
لم تلتزم كل الدول الإسلامية بالصيام في كأس العالم أو الحج. فقد اختار أغلب لاعبي المنتخب السعودي -الذين كان من المقرر أن يلعبوا أمام روسيا في المباراة الافتتاحية- تأجيلَ أداء فريضة الحج إلى ما بعد البطولة، متفهمين للصعوبات التي واجهوها مثل الاستمتاع بـ18 ساعة من ضوء النهار في روسيا. وقد منحتهم السلطات السعودية تصريحًا.
في أبريل 2021 أفطر لاعب ليستر سيتي ويسلي فوفانا على أرض الملعب في مباراة بالدوري الإنجليزي الممتاز.
أدخلت رابطة الدوري الأمريكي لكرة القدم «استراحة طعام» في موسم 2023 خصيصًا للإفطار، وأمر الحكم بأحذ استراحة بعد غروب الشمس وجرت الاستراحة كاستراحة شرب الماء.

## اللاعبون

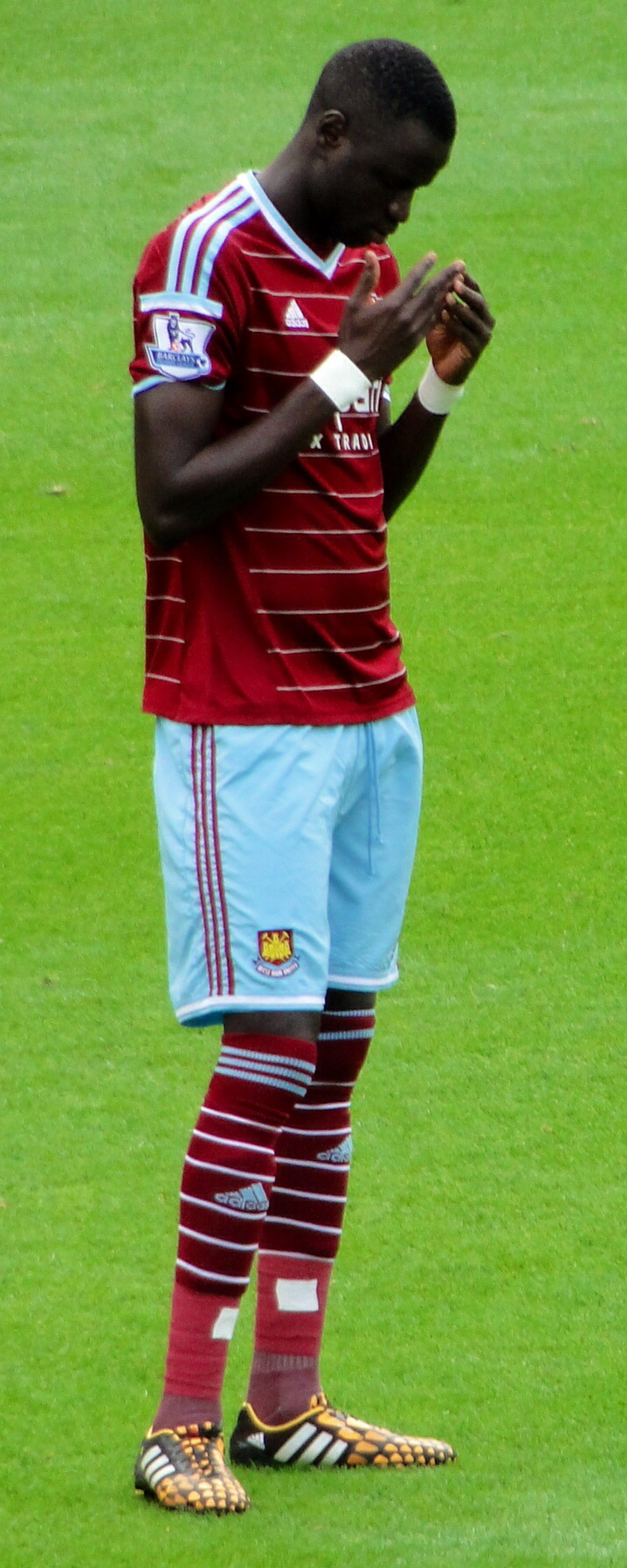
شيخو كوياتيه يدعي قبل المباراة.

## المسلمون وكرة القدم الإنجليزية
أُسس الدوري الإنجليزي الممتاز رسميًا في فبراير 1992. وفي موسم 1992-1993 الافتتاحي للدوري لم يكن للدوري لاعب مسلم إلا لاعب إسباني، وهو نعيم.
ازداد اللاعبون المسلمون في الدوري الإنجليزي الممتاز إلى 50 مسلمًا في موسم 2018-2019. وكان لكل 19 فريقًا من أصل 20 فريقًا لاعب مسلم واحد على الأقل. ومن أبرزهم محمد صلاح وساديو ماني من ليفربول، وبول بوجبا من مانشستر يونايتد، ومسعود أوزيل من آرسنال، ونجولو كانتي وكورت زوما من تشيلسي، ورياض محرز من مانشستر سيتي.
ساهم تدويل كرة القدم في زيادة عدد اللاعبين المسلمين. وقد أدى ذلك أيضًا إلى مزيد من التفهم والاستعداد من جانب أندية الدوري الإنجليزي الممتاز والجماهير لتلبية الاحتياجات الدينية للاعبين.
قد يكون لوجود نجوم كرة القدم المسلمين في الدوري الإنجليزي الممتاز تأثير إيجابي على ظاهرة رهاب الإسلام في المجتمع الإنجليزي وفقًا لدراسة أجرتها جامعة ستانفورد، إذ بينت الدراسة انخفاض جرائم الكراهية ضد المسلمين بنسبة 18.9% في المقاطعة التي يقع فيها ليفربول منذ انضمام محمد صلاح للفريق، وإن استمرت الظاهرة في الدوري الإنجليزي الممتاز قائمة.
في يونيو 2021 أُعلن أن أندية الدوري الإنجليزي الممتاز ستدخل في مدونة لموازنة صفقات الرعاية مع معتقدات اللاعبين المسلمين. وفي مارس 2023 وقعت ثلاثة أندية من دوري كرة القدم (ميلوول ولوتون وسوانسي) أيضًا على الاتفاقية.
في مارس 2022 أُعلن عن تقديم استراحة مشروبات للاعبين للإفطار في شهر رمضان المقبل. ثم روى لاعب فريق إيفرتون عبد الله دوكوري عن فترة رمضان القادمة بصفته لاعبًا.. وجرى تكرار الإفطار في أبريل 2023.
أصبح فريق برادفورد سيتي للسيدات يضم مدربين مسلمين منذ أبريل 2023.

## الأطقم والرعاة
دعا زعماء مسلمون في ماليزيا المسلمين إلى عدم ارتداء قمصان كرة القدم التي تحمل شعارات الصليب، مثل نادي برشلونة والبرازيل، فائلين أن ذلك تشبه بالمسيحيين. وحذروا من قمصان مانشستر يونايتد التي تحمل صورة شيطان .
في عام 2012 أزال نادي ريال مدريد الصليب من شعار النادي على المواد الترويجية. وارتبطت إزالته للشعار ببناء منتجع سياحي رياضي بقيمة مليار دولار في دولة الإمارات العربية المتحدة.

## أذى اللاعبين المسلمين
طهرت وقائع عديدة من الاعتداءات المعادية للمسلمين التي استهدفت لاعبي كرة القدم المسلمين. ففي عام 2005 استهزأت جماهير وست هام يونايتد من لاعب كرة القدم المصري ميدو أثناء لعبه مع توتنهام هوتسبير قائلين: «والدتك إرهابية»، ووصفوه بأنه مفجر الأحذية؛ لتشابهه مع ريتشارد ريد. وفي عام 2007 سخرت جماهير نادي نيوكاسل يونايتد من ميدو، وهو يلعب في نادي ميدلزبره أذىً منهم لإسلامه.
في أكتوبر 2013 سمع مشجعو وست هام يونايتد المسلمون أذىً أثناء أداء صلاة المغرب في ملعب بولين خلال مباراة في الدوري الإنجليزي الممتاز بين وست هام ومانشستر سيتي. وفي مارس 2015 أذوا المشجعون المسلمون لنادي ليفربول وانتُقضوا في وسائل التواصل الاجتماعي بعد أن استغلوا فترة الاستراحة بين الشوطين للصلاة على سجادات الصلاة في درج ملعب أنفيلد خلال مباراة بين ليفربول وبلاكبيرن روفرز. فرد نادي ليفربول على التغريدة المسيئة بإبلاغ شرطة ميرسيسايد وأصدر بيان اعتذار.
أحرق قوميون يهود مكاتب نادي بيتار القدس الإسرائيلي في يناير 2013 بعد توقيعه مع أول لاعبين مسلمين.
تغيير الموقف تجاه اللاعبين المسلمين. إذ أوقفت رابطة الدوري الإنجليزي الممتاز تقاليدها بمنح الشمبانيا جائزةً لأفضل لاعب في المباراة، واستبدلت كأسًا بها بعد فوز نجم مانشستر سيتي المسلم يحيى توريه بها كثيرًا.
وبحسب الباحثين في جامعة ستانفورد، فإن نادي ليفربول الإنجليزي والنجم المصري محمد صلاح لعبا دورًا مؤثرًا في الحد من ظاهرة رهاب الإسلام في المنطقة. إذ شهدت مقاطعة ميرسيسايد انخفاضًا بنسبة 18.9% في الجرائم المناهضة للإسلام، وانخفضت التغريدات المناهضة للمسلمين انخفاضا كبيرا (من 7.8% إلى 3.8%) مقارنة بمشجعي الأندية الإنجليزية الأخرى من الدرجة الأولى، وذلك بفضل زيادة التعرف على الإسلام.
في فبراير 2019 حقق نادي وست هام يونايتد والشرطة في أذى جماهير الفريق لمحمد صلاح في ملعب لندن خلال مباراة بين وست هام وليفربول. ويظهر من لقطات الفيديو شخص يصرخ في وجهه. وفي أكتوبر 2020 أدين أحد مشجعي وست هام يونايتد بارتكاب جريمة عنصرية تتعلق بالنظام العام. وجرى تغريمه 400 جنيه إسترليني ومنعه من لعب مباريات كرة القدم ثلاث سنوات.

## هوامش
1. ↑   قائلًا «صلاح، أيها المسلم اللعين، أيها المسلم اللعين النجس»